# Quách Giai
Quách Giai (chữ Hán: 郭佳; 1660-1730) là một nhà khoa bảng Việt Nam. Ông đỗ Thám hoa khoa thi Quý Hợi (1683) đời Lê Hy Tông.
Ông quê ở xã Phù Khê, huyện Đông Ngàn, nay là khu phố Phù Khê, phường Phù Khê, thành phố Từ Sơn, tỉnh Bắc Ninh. Theo gia phả, ông là cháu xa đời của Tiến sĩ Quách Điển, Quách Toản và Quách Khiết. Từ nhỏ, ông đã có tiếng thần đồng, được mệnh danh là một trong 6 thần đồng của xứ Kinh Bắc. Năm 24 tuổi, ông thi đỗ Đệ nhất giáp Tiến sĩ cập đệ Đệ tam danh (tức Thám hoa) năm Quý Hợi niên hiệu Chính Hòa thứ 4 (1683) đời Lê Hy Tông.
Ông làm quan đến chức Thái thường tự khanh, mất năm Canh Tuất, thọ 71 tuổi.